# Градина (Јелица)
Градина на планини Јелици је вишеслојни археолошки локалитет који се налази у Драгачеву, 8 km југозападно од Чачка, са налазима из периода старијег гвозденог доба и средњег века (остаци утврђења). Током досадашњег истраживања као најважнији су се показали остаци из 6/почетка 7. века. (рановизантијски период), када је на овом месту изнова подигнут утврђен град, и из раносредњовековног (оквирно 7.-8./почетка 9. века) периода.
Градина привлачи пажњу љубитеља старина и истраживача од 1843. г., чиме представља једно од најраније познатих археолошких налазишта у Србији. Археолошка ископавања на овом месту почињу 1984. г. и са прекидима трају до данас, под руководством проф. др Михаила Милинковића, професора Филозофског факултета Универзитета у Београду.

## Историјат ископавања
Јанко Шафарик је 1865. године истраживао ово налазише, сматрајући да се ради о римском кастелу, након њега Сима Тројановић и Феликс Каниц, који је оставио скицу налазишта, једину сачињену пре почетка археолошких ископавања 1984, под руководством Михаила Милинковића, тада асистента Археолошког института у Београду. Систематска ископавања воде се од 1986. Након 2001. г. пројекат истраживања прелази на Филозофски факултет у Београду, и даље под руководством проф. др Михаила Милинковића. Ископавања, која су у току, финансирају се од стране Министарства културе Србије и мањим делом донацијама. Мањи део откривених непокретних споменика подвргнут је конзервацији (Горњи град, Базилика "E" и Објекат II).
На локалитету је откривена тробродна базилика (означена као Базилика А) и већи број гробова. Покојници сахрањивани у бочним бродовима и у нартексу, на местима где под данас није сачуван, у једноставне раке, положени на леђа, са рукама опруженим уз тело или ређе савијеним у лактовима.
Западно од базилике „А“ налази се црква са некрополом, која је означена као Базилика "B" са наосом који има анексом на северној страни и нартекс и полукружну апсиду. Око базилике је некропола. Откривен је 31 гроб.
Базилика означена као Базилика "C" се налази на северозападној страни градине. Грађена је од ломљеног камена и опеке. На источној страни је полукружна апсида. У северозападном делу су сачувани остаци фреско сликарства. Зидови баптистеријума, који је повезан са наосом, су били украшени фрескама. Гробови, укопани у земљу, откривени су у цркви и око ње.
На западној падини Градине истраживани су и остаци Базилике "D". Ова ископавања још нису окончана.
Откривени су и фрагменти керамике, најчешћи облик је лонац, као и фрагменти стакла, гвоздени клинови, врхови стрела и један бронзани новчић.
Археолошко истраживање Градине и даље траје, од 2005. г. ископавања се одвијају сваке године, са динамиком која зависи од финансијске подршке Министарства културе Србије (локалне власти не учествују у финансирању истраживања). Углавном су усмерена на Горњи град при врху Градине и тренутно су углавном посвећена грађевинама световне намене. Пажња се поклања свим културним хоризонтима, праисторијским, рановизантијским и раносредњовековним, посебно имајући у виду да Градина на Јелици представља један од ретких локалитета у Србији који након слоја рушења крајем 6. или почетком 7.в. поседује трагове наставка живота, кроз 7. и 8. век. 
Градина на Јелици је једно од најважнијих рановизантијских и раносредњовековних налазишта у Србији и у региону и као таква је позната како у домаћим, тако и у међународним научним круговима.

## Ископавања рановизантијског града
Ископавања рановизантијског града, који се са несоредном околином простирао на површини од око 20 ha, открила су само мали део укупне површине. Ипак, јасно је да се град, чије име до сада није одгонетнуто, састојао од неколико посебно брањених четврти (Горњи град, Северно подграђе, Јужно подграђе...). Откривени су остаци пет цркава, од којих су две биле украшене живописом, а једна је поседовала и крстионицу. У граду су се налазиле стамбене зграде, неке од њих и раскошније, попут резиденција (са фигуралним капителима), радионице и други објекти. Неке од зграда су поседовале систем одвођења отпадних вода. Из њих потиче обиље покретних налаза, који омогућавају хронолошко одређење, реконструкцију професионалних активности некадашњих становника, начина и стандарда живота, донекле и трговачких веза, као и, уз нужан опрез, културних и етничких утицаја. У овом контексту је потребно поменути вештачки деформисане дечје лобање, установљене антрополошком анализом, из Базилике "A" и некрополе око Базилике "B", што одговара обичају одн. моди времена која је била присутна код једног броја племена, попут Хуна, али и Германа (Гепида и др.). Реч је такође о уломцима керамичког посуђа, међу њима и амфора, уломцима стакленог посуђа и прозорског стакла, алату, свакодневним употребним предметима (кључеви, браве, кухињски ножеви, чешљеви итд.), металним деловима одеће (копче, фибуле, украсне игле), накиту (минђуше, наруквице, прстење), оружју, новчићима и разним другим предметима.
Око 600. г. град је страдао у силовитом пожару, на чије се трагове наилази у готово сваком ископу. Након његовог уништења он је поново насељен, са популацијом која је користила грнчарију углавном словенског начина израде. У овом тренутку није могуће прецизније одредити трајање хијатуса између уништења и поновног насељавања града. Један мањи број налаза отвара могућност непосредног контакта између првобитних становника града и новодосељених. Стриктне етничке одреднице су још преурањене, када је реч о припадности ових популација, које ни у једном ни у другом случају не морају бити моноетничке. Један мањи број археолошких налаза, како из гробова тако и из зграда, упућује и на Германе као становнике града, могуће Гепиде (према налазима керамике украшене „жигосаним“ орнаментима), иако већи део „материјалне културе“ недвосмислено носи одлике које је везују за аутохтону популацију како по питању радионичког порекла, тако и по употреби. На овом месту треба имати у виду процес акултурације, који у свом крајњем исходу етничку атрибуцију археолошких налаза чини немогућом (промена начина живота, облачења и др. обичаја код придошлица, припадника „варварских“ племена насељених на царској територији. Аутохтоно становништво територије данашње Србије у 6. веку говорило је латински и било је хришћанске вероисповести. Такво се становништво назива Романима.

## Налази
Покретне налазе са Градине на Јелици чува Народни музеј у Чачку, међу њима и неколико медитеранских амфора, које су реконструисане, као и фигуралне капителе, који су ретки у Србији. У музеју су изложени мањи део налаза са Јелице као и део налаза из центра Чачка са локалитета сличне старости. Између осталог ту су изложени и остаци фреско-живописа из крстионице Базилике "C". Непокретни налази су само делимично конзервирани, док је већина ископа затрпана, чекајући свој тренутак за конзервацију. И поред тога, Градина посетиоца награђује својим својствима ваздушне бање и предивним погледом са приступачног врха (846м), на коме се виде конзервирани остаци једне од пет цркава (Базилика "E"), са гробницом и са два профана објекта у непосредној близини. До налазишта се може лако доћи са магистрале Чачак-Ужице, преко скретања за Гучу и потом за Горачиће, асфалтом. Код нове цркве и чесме поред пута, у селу Граб, скреће се на кратак макадамски пут који води до налазишта. Аутомобилом се од скретања са магистрале до налазишта може стићи за 10-15так минута. Прилаз је могућ и из правца Гуче, преко Горачића или преко Карауле.